# Mid-Delaware Bridge
Die Mid-Delaware Bridge, manchmal auch Port Jervis–Matamoras Bridge oder Fourth Barrett Bridge, ist eine 201 m lange Stahlbrücke mit durchgehender Fachwerkkonstruktion über den Delaware River zwischen Port Jervis, New York und Matamoras, Pennsylvania in den Vereinigten Staaten. Sie führt U.S. Highway 6 und U.S. Highway 209 über den Fluss, der hier Grenze zwischen beiden Bundesstaaten bildet. Es ist die einzige Brücke am Oberlauf des Flusses mit vier Fahrstreifen.

## Geschichte

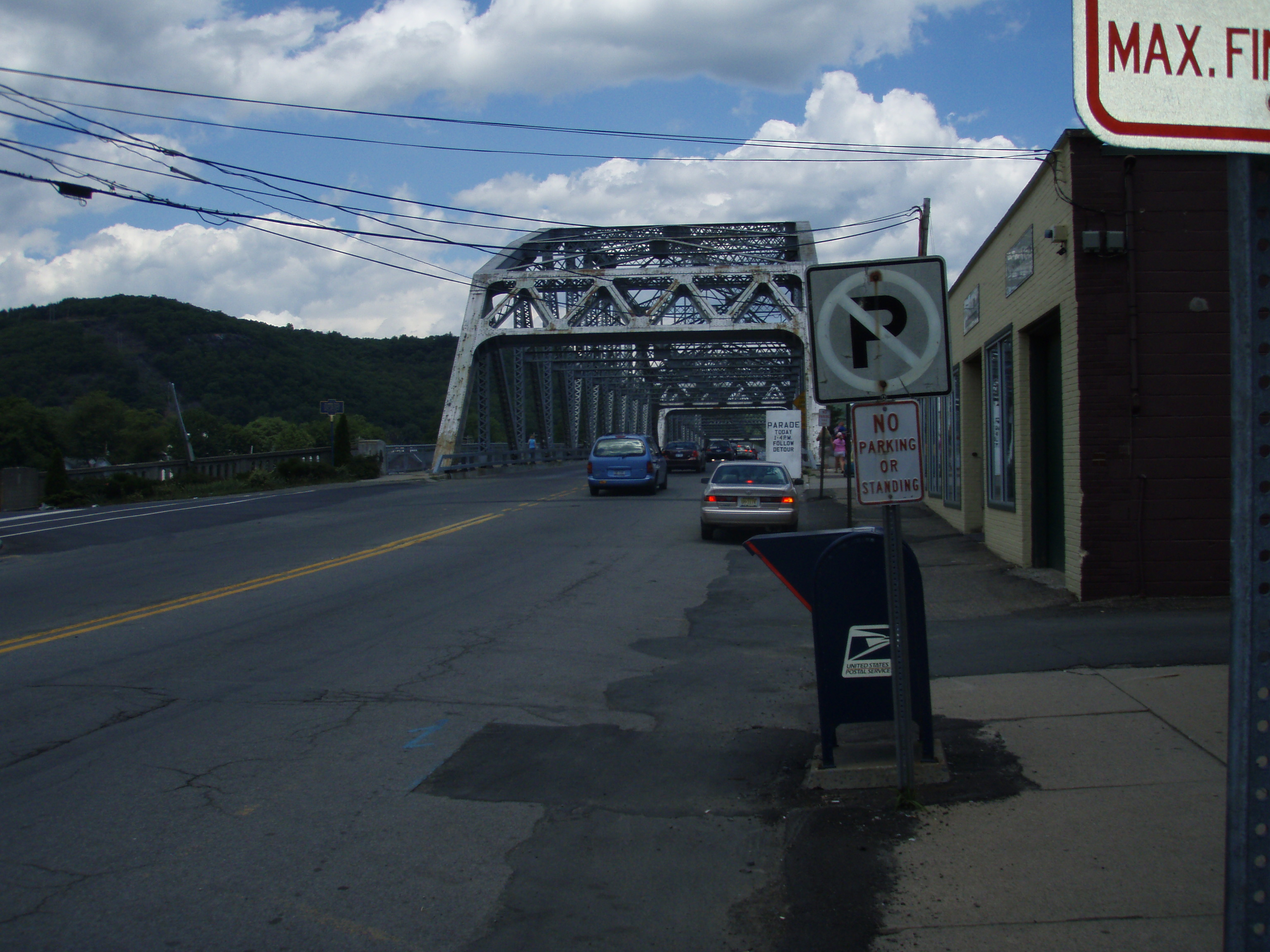
Blick auf die Brücke von Pennsylvania aus

Die derzeitige Brücke wurde 1939 durch die R.C. Ritz Construction Company erbaut und ist das bisher letzte Bauwerk in der langen Geschichte von Flussübergängen zwischen den beiden Orten. Die Baukosten betrugen 380.000 US-Dollar (inflationsbereinigt 7.415.000 US-Dollar). Die erste Verbindung war eine Eisenbahnbrücke, die in der Mitte des 19. Jahrhunderts die Milford and Matamoras Railroad bauen ließ, um einen Streit mit der größeren Erie Railroad zu beenden, da letztere gesetzliche Verpflichtungen nicht nachkommen wollte, eine Brücke an der Stelle zu bauen, die sowohl den Eisenbahnverkehr als auch eine Straße über den Fluss führt. Es wurde beabsichtigt, diese Brücke 1852 fertigzustellen, der fehlgeschlagene Versuch der Eisenbahngesellschaft, das Gesetz für verfassungswidrig erklären zu lassen, verzögerte den Beginn der Baumaßnahmen bis in dieses Jahr, 1854 wurde die Brücke fertig.
Dieses Bauwerk wurde 1870 durch ein Unwetter zerstört. Die Direktoren der Milford and Matamoras Railroad beschwerten sich bei Jay Gould, als die Erie Railroad kein Interesse zeigt, die Brücke unverzüglich wiederaufzubauen. Gould teilte mit, dass das Unternehmen seine Rechte an der Brück an ein anderes Unternehmen verkauft hatte. Dieses stellt sich als eine Blindfirma heraus. Eine neue Eisenbahnbrücke wurde etwas weiter flussaufwärts gebaut.
Geschäftsleute aus Port Jervis, die von Charles St. John angeführt wurden, waren durch die Verzögerungen frustriert und gründeten die Barrett Bridge Company, um eine Hängebrücke durch John A. Roebling planen zu lassen. Diese Brücke verfügte über zwei Spannen von je 325 m Fuß (99 m) und wurde 1872 freigegeben. Im März 1875 brach flussaufwärts eine Eisbarriere und die daraus resultierende Flut schwemmte die kurz zuvor fertiggestellte Eisenbahnbrücke davon. Einige Segmente der Brücke stießen gegen die Barrett Bridge, sodass auch diese beschädigt wurde. Teile des Brückendecks wurden 40 km stromabwärts getrieben, blieben jedoch weitgehend intakt. Sie wurden zurückgebracht und innerhalb einiger Wochen wieder eingebaut.
Dieses Bauwerk existierte bis zu seiner Zerstörung bei dem schweren Hochwasser im Oktober 1903. Die Brückenbaugesellschaft ließ kurze Zeit später ein neues Bauwerk bauen, das in ähnlicher Weise gebaut war, wie die heutige Brücke. Das Bauwerk wurde 1922 durch die neugegründete Joint Interstate Bridge Commission übernommen, deren Zweck die Verwaltung der gemeinsamen Brücken am Delaware River war; zu diesem Zeitpunkt wurde die Maut abgeschafft. Das Mauthaus in Port Jervis steht noch und ist Teil eines Restaurants.
Die Barrett Bridge wurde schließlich Ende der 1930er Jahre stillgelegt, da das Verkehrsaufkommen an Lastwagen und Personenfahrzeugen stark zugenommen hatte und deswegen die heutige Brücke erbaut wurde. Es war bis zum Bau der Interstate 84 die einzige Brücke in der Gegend. Im Zuge dieser Autobahn entstand in den 1960er Jahren eine neue Brücke weniger als zwei Kilometer flussabwärts. Die Mid-Delaware Bridge erwies sich widerstandsfähiger als ihre Vorgängerbauten, als sie 1955 das Hochwasser nach dem Durchzug von Hurrikan Diane überstand. Während eines Hochwassers im Jahr 2006 wurde die Brücke gesperrt, da die Zufahrtsstraßen auf beiden Seiten überschwemmt waren.
Im Juni 2007 gab die Brückenkommission 550.000 US-Dollar frei, um die Rückwände der Brückenköpfe und einen Damm zu erneuern.